# Dwars door België 1946
De 2e editie van Dwars door België werd verreden op zaterdag 6 april en zondag 7 april 1946. Deze editie ging over 2 etappes. 

## Wedstrijdverloop 1e etappe
De start van de 1e etappe lag in Waregem, de finish in Sint-Truiden, de afstand bedroeg 193 km. 172 renners gingen van start in Waregem. Ondanks het mooie weer was het een harde wedstrijd waarin vooral Kint en Schotte volop de aanval kozen. Dit resulteerde uiteindelijk in een groep van 12 renners die om de zege zouden gaan sprinten. Uiteindelijk won Schotte deze 1e etappe van Dwars door België. Slechts 40 renners wisten de finish te bereiken.

## Uitslag 1e etappe

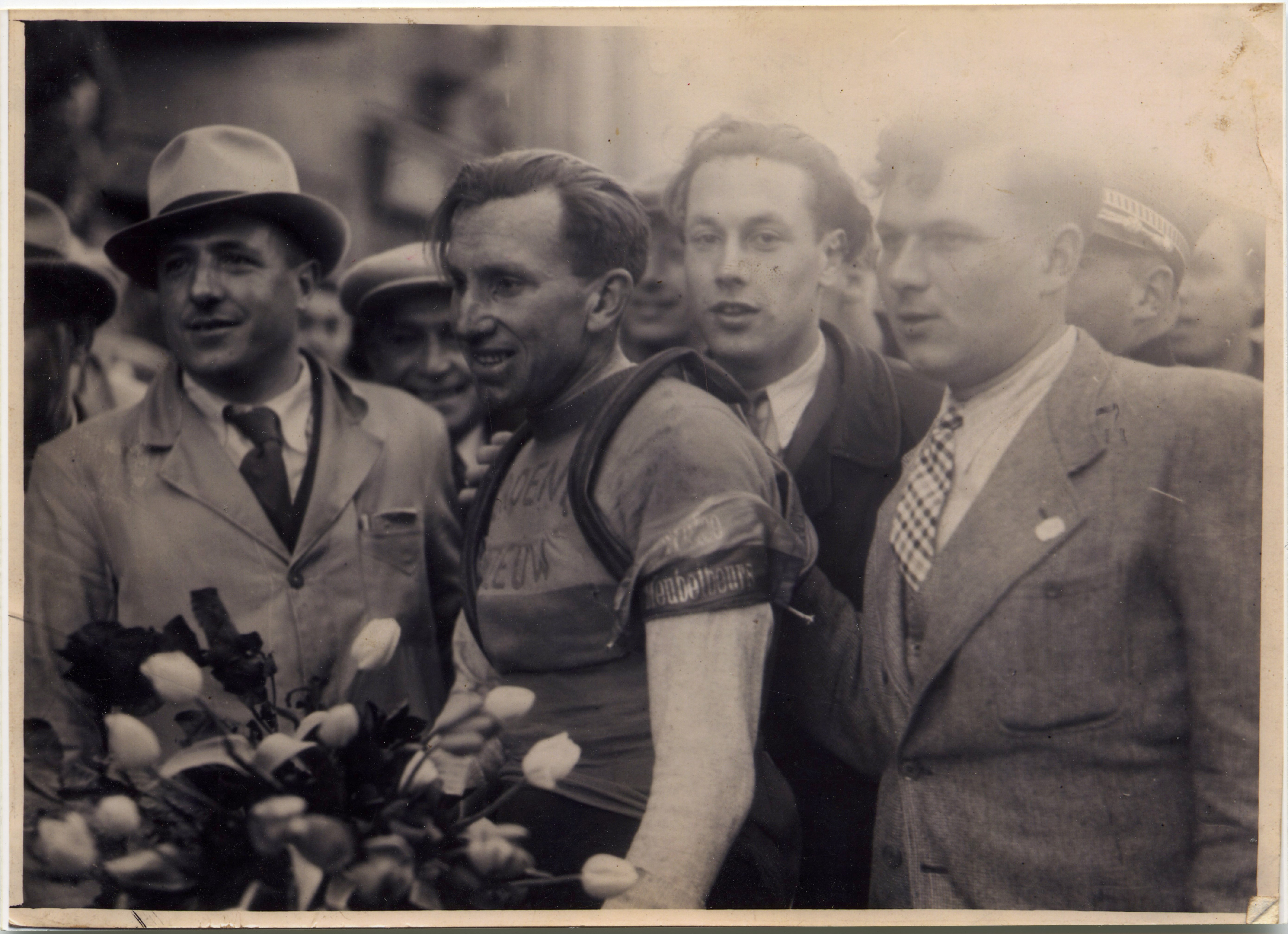
Briek Schotte na zijn overwinning in de eerste etappe (collectie KOERS. Museum van de Wielersport)

| Plaats  | Naam             | Ploeg | Tijd  |
| ------- | ---------------- | ----- | ----- |
| Winnaar | Briek Schotte    |       | 5u25' |
| 2       | Marcel Kint      |       | z.t.  |
| 3       | Albert Dubuisson |       | z.t.  |

## Wedstrijdverloop 2e etappe
De 2e etappe ging een dag later van Sint-Truiden terug naar Waregem, de afstand bedroeg 183 km. De afgestapte wielrenners mochten deze 2e etappe wel weer deelnemen zodat 150 renners van start gingen in Sint-Truiden. In Melle reed Schotte lek, Desmet zette direct een aanval op. In Gent wist Schotte terug te keren vooraan. Net buiten Zulte volgde een felle demarrage van Grysolle, 3 anderen volgden. Door een valpartij achter hen bleven deze 4 vooruit. Schotte was ook betrokken bij een val, Desmet reed lek. De 4 vooraan gingen in Waregem sprinten voor de dagzege. Desimpelaere won deze 2e etappe van Dwars door België. Hij won ook het eindklassement. Schotte die de 1e etappe won werd in deze 2e etappe 10e en uiteindelijk 3e in het eindklassement.

## Uitslag 2e etappe

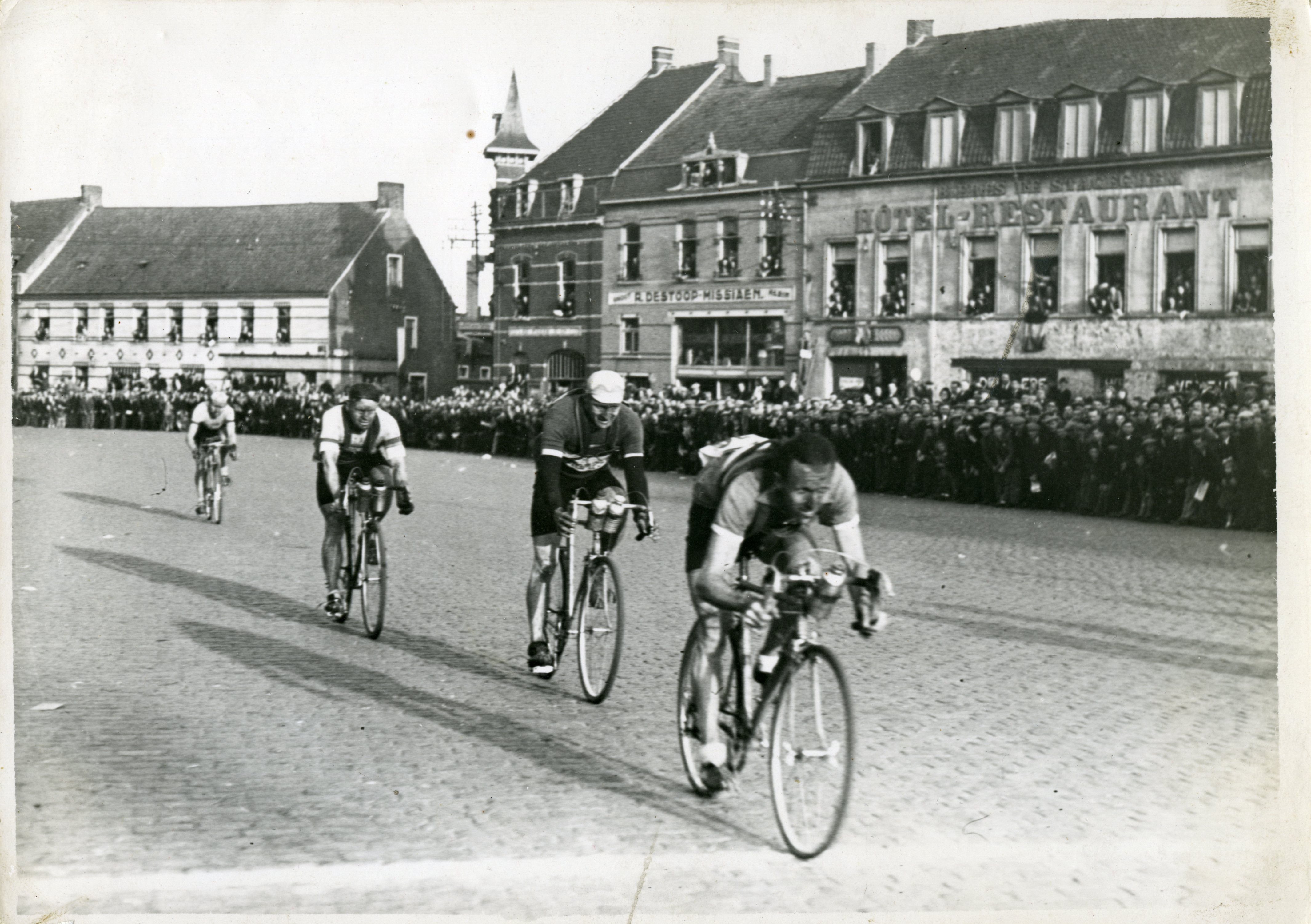
Op de Markt in Waregem wint Maurice Desimpelaere de tweede etappe van Dwars door België en behaalt zo ook de eindwinst (1946) (collectie: KOERS. Museum van de Wielersport)

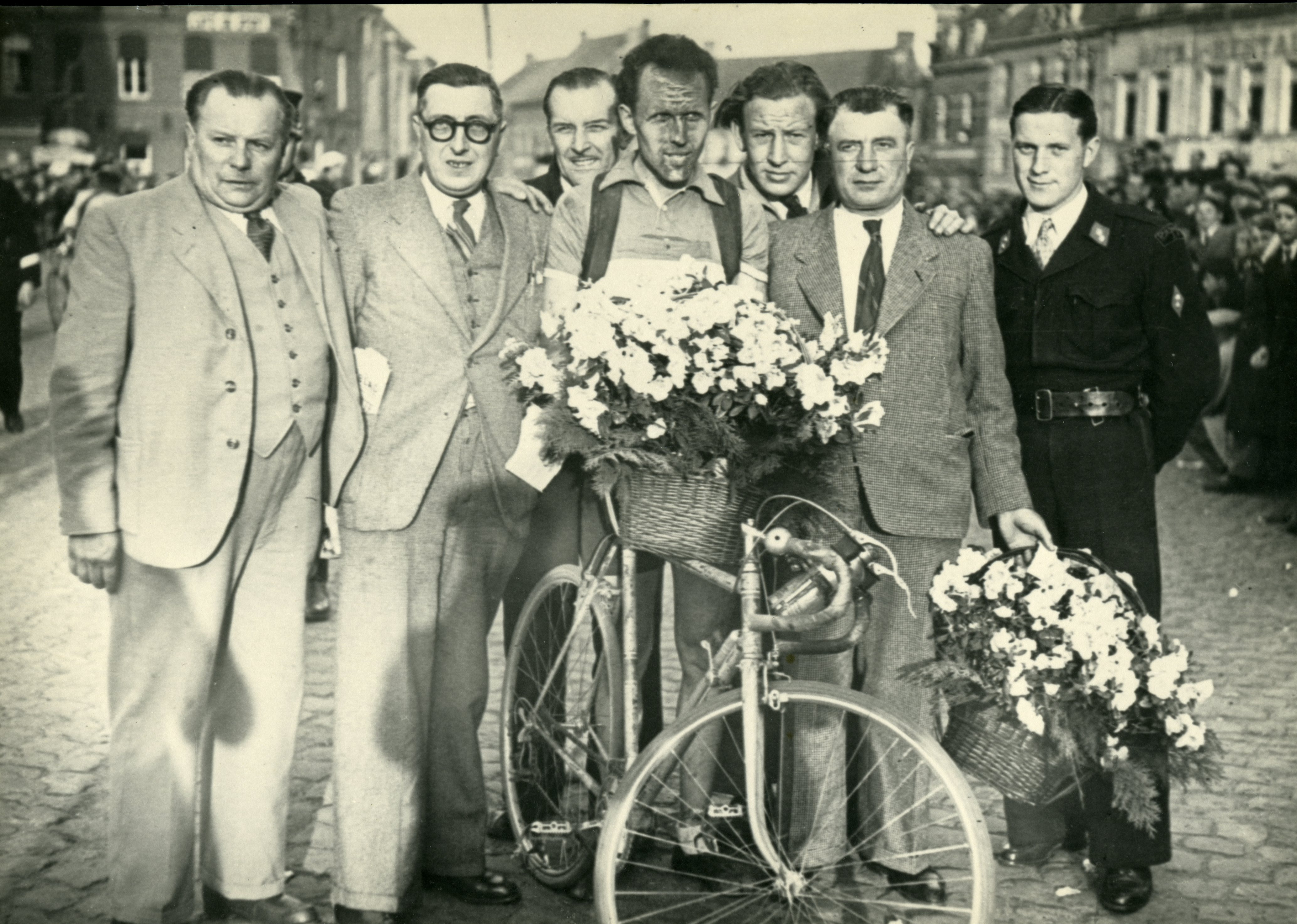
Maurice Desimpelaere na winst in de tweede etappe van Dwars door België 1946 (collectie KOERS. Museum van de Wielersport)

| Plaats  | Naam                 | Ploeg | Tijd  |
| ------- | -------------------- | ----- | ----- |
| Winnaar | Maurice Desimpelaere |       | 5u52' |
| 2       | Achiel Buysse        |       | z.t.  |
| 3       | Sylvain Grysolle     |       | z.t.  |

## Eindklassement
| Plaats  | Naam                 | Ploeg | Tijd      |
| ------- | -------------------- | ----- | --------- |
| Winnaar | Maurice Desimpelaere |       | 11u18'    |
| 2       | Norbert Callens      |       | op 1'00"  |
| 3       | Briek Schotte        |       | op 1'50"  |
| 4       | Albert Dubuisson     |       | z.t.      |
| 5       | Sylvain Grysolle     |       | op 4'25"  |
| 6       | Francois Neuville    |       | op 4'45"  |
| 7       | Jozef Moerenhout     |       | op 5'25"  |
| 8       | Victor Jacobs        |       | z.t.      |
| 9       | Jan Landuyt          |       | op 6'10"  |
| 10      | Rik Renders          |       | op 15'45" |

1945 · 1946 · 1947 · 1948 · 1949 · 1950 · 1951 · 1952 · 1953 · 1954 · 1955 · 1956 · 1957 · 1958 · 1959 · 1960 · 1961 · 1962 · 1963 · 1964 · 1965 · 1966 · 1967 · 1968 · 1969 · 1970 · 1971 · 1972 · 1973 · 1974 · 1975 · 1976 · 1977 · 1978 · 1979 · 1980 · 1981 · 1982 · 1983 · 1984 · 1985 · 1986 · 1987 · 1988 · 1989 · 1990 · 1991 · 1992 · 1993 · 1994 · 1995 · 1996 · 1997 · 1998 · 1999 · 2000 · 2001 · 2002 · 2003 · 2004 · 2005 · 2006 · 2007 · 2008 · 2009 · 2010 · 2011 · 2012 · 2013 · 2014 · 2015 · 2016 · 2017 · 2018 · 2019 · 2020 · 2021 · 2022 · 2023 · 2024

Lijst van beklimmingen